# Midden-Drenthe
Midden-Drenthe – gmina w Holandii, w prowincji Drenthe.
Gmina składa się z kilkudziesięciu miejscowości: Balinge, Beilen, Bovensmilde, Brunsting, Bruntinge, Drijber, Elp, Eursinge, Garminge, Hijken, Hijkersmilde, Holthe, Hoogersmilde, Hooghalen, Laaghalen, Laaghalerveen, Lieving, Makkum, Mantinge, Nieuw-Balinge, Oranje, Orvelte, Smalbroek, Smilde, Spier, Terhorst, Westerbork, Wijster, Witteveen, Zuidveld i Zwiggelte.